# Struktura (strukturní geologie)
Struktura v obecné a strukturní geologii představuje celkové vztahy, prostorové uspořádání horninových jednotek. Horninové jednotky (např. Vrásy, zlomy, diskordance) představují funkční části v strukturním celku, jímž je geologické (horninové) prostředí. Struktura zároveň vyjadřuje vzájemné vztahy mezi jednotlivými prvky a celkem.
Pojem struktura může mít v jiných oborech geologie, jako je petrologie nebo mineralogie jiné významy. Studiem geologických struktur, posloupnosti jejich vzniku se věnuje obor strukturní geologie označovaný jako strukturní analýza.

## Dělení
Geologické struktury lze rozdělit podle vzniku na primární (prvotní) a deformační struktury (sekundární), které vznikly působením deformace na primární struktury.

### Primární struktury
Primární původní struktury hornin lze dále dělit na základě jejich vzniku na sedimentární a magmatické. Mezi magmatické struktury patří různá magmatická tělesa jako jsou lakolity, batolity, plutony, dajky, žíly, vulkanické komíny a jiné. Extruzivní horniny tvoří vulkanická tělesa jako jsou kaldery, diatrémy atd. 
Struktury sedimentárních hornin tvoří vrstevnatost, která reprezentuje vodorovně uložené vrstvy, ale i různé jiné typy uložení jako šikmé zvrstvení, gradační zvrstvení, čeřiny, diskordance a jiné. Na pozice vrstev usazených hornin se aplikují základní pravidla stratigrafie, zejména pravidlo superpozice.

### Deformační struktury
Deformační (sekundární) struktury vzniklé působením deformačních sil na primární (původní) struktury se rozlišují zpravidla podle stylu deformace na spojité (duktilní), např. Vrásy a nespojité (křehké), např. zlomy.
Velmi vzácně se vyskytují i netektonické deformační struktury, které jsou spojeny s některými synsedimentárnymi procesy. Známé jsou např. glacigenní a gravitační struktury v sedimentech. Glacigenní deformace vznikají působením ledovce na podložní a okolní sedimenty.

### Smíšené struktury
Smíšené (tzv. penekontemporánní) deformace sedimentů mohou být také podmíněny regionálním napěťovým polem, případně mohou být způsobeny syntektonickým umístěním intruze a jejím následným chladnutím během deformace. Takto také vznikají některé přeměněné horniny jako syntektonické anatektické migmatity apod.